# تومي تاكر (أستاذ جامعي)
تومي تاكر (بالإنجليزية: Tommy Tucker)‏ هو موزع ومغني أمريكي، ولد في 18 مايو 1908 في سوريس في الولايات المتحدة، وتوفي في 13 يوليو 1989 في ساراسوتا في الولايات المتحدة.

## وصلات خارجية
- تومي تاكر على موقع IMDb (الإنجليزية)
- تومي تاكر على موقع ميوزك برينز (الإنجليزية)
- تومي تاكر على موقع ديسكوغز (الإنجليزية)